# Vesterålen
Vesterålen es un archipiélago, y también un distrito, de Noruega, localizado en aguas del mar de Noruega, al norte de las islas Lofoten. Administrativamente pertenece a la provincia de Nordland.

## Geografía
Está conectada con Lofoten y tierra firme por puentes, el último de los cuales inaugurado en diciembre de 2007.
Vesterålen se compone de los municipios de Andøy, Bø, Hadsel, Sortland y Øksnes. Vesterålen se compone de las islas: Langøya, Andøya, Hadseløya, la zona oeste de Hinnøya, la zona norte de Austvågøya y varias islas menores. El paisaje es montañoso, si bien su forma es más redondeada que las de Lofoten. Las ciudades y pueblos se sitúan en la zona costera (Strandflaten) entre las montañas y los fiordos. El clima es marítimo, con inviernos suaves teniendo en cuenta que este archipiélago está muy al norte del círculo polar ártico. En Stokmarknes (Hadsel), la temperatura media de enero es de -1,8 °C, la media de julio es de 12,3 °C, y la media anual, de 4,3 °C; la precipitación media es de 1220 mm, siendo el otoño la estación más húmeda.

## Economía
La población de a 1 de enero de 2004 era de 30.648 (Statistisk Sentralbyrå). La mayor ciudad es Sortland, si bien el hospital de la región junto a Stokmarknes en el municipio de Hadsel. El famoso ferry Hurtigruten para en varios puntos de Vesterålen. Existen dos aeropuertos regionales: Stokmarknes, en Skagen, y el aeropuerto de Andenes en Andøya. La Fuerza Aérea Real de Noruega tiene una base en la estación aérea de Andøya, situándose también allí el Andøya Rocket Range. La Guardia Costera de Noruega tiene como base norte Sortland (Kystvaktskvadron Nord). También hay algo de agricultura en las islas. La pesca ha sido históricamente una de las principales actividades económicas, y hoy en día el turismo ha ganado en importancia, debido a los parajes naturales del archipiélago y a otras actividades como el avistamiento de cetáceos en la cercanía de las islas, con salida en puertos como el de Andenes.

## Galería
|                                  |
| Andøya, zona norte de Vesterålen |

|                              |
| Nyksund, 1 de agosto de 2004 |